# Zeletin
Zeletin je pohoří nacházející na východě Černé Hory, které je tvořeno dvěma masivy. Severní masiv Zeletin se vypíná do výšky 2033 metrů, jižní masiv Goleš dosahuje 2125 metrů. 

## Vymezení
Pohoří na jihu sousedí s pohořím Visitor. Na západě jej od masivů Prokletije a Komovi odděluje říčka Zlorečica, na severu a východě jej řeka Lim odděluje od pohoří Mokra planina. Hory to jsou poměrně malé, často se zařazují do celku Visitor. 

## Charakteristika pohoří
Geologicky je složeno z vápence a dolomitu. Pohoří je významné pro bohatou biodiverzitu. 

## Turistika
Turistika v horách nemá velkou tradici, a proto je pohoří málo navštěvované. Pro svou neobyčejnou krásu je to však škoda. Z hřebene se otevírají nádherné výhledy na okolní pohoří a samotný Zeletin bývá velmi zarostlý kobercem květin. Přechod celým masivem trvá asi dva dny, ale je znesnadněn velkým převýšením, orientačně náročným terénem a nedostatkem zdrojů vody. V roce 2006 byla vyznačena nová turistická stezka přes Visitor a Goleš, do Zeletinu zatím nevede.